# Мультимедійна енциклопедія ФК «Динамо» Київ
Мультимедійна енциклопедія ФК «Динамо» Київ — мультимедійна енциклопедія присвячена футбольному клубу «Динамо» (Київ), яка вийшла на 3 CD у 2005 році.
Презентація видання відбулася в Києві 18 листопада 2005 року. На трьох компакт-дисках міститься інформація про футбольний клуб «Динамо» Київ, його історію, досягнення, титули, рекорди, гравців, тренерів, а також авдіо- та відеоматеріали і технічні дані про офіційні поєдинки «Динамо», збірної Радянського Союзу і збірної України.
Матеріали подано двома мовами: українською та російською.

## Зміст
- Історія «Динамо»: створення, всі сезони (СРСР і Україна), офіційні документи, публікації, перелік пам'ятних дат. Технічні дані і статті з преси про всі 1690 матчів, проведених у чемпіонаті і Кубку СРСР, Кубку сезону і Кубку Федерації СРСР. Технічні дані і статті з преси про 521 матч, проведений у чемпіонаті України, Кубку України, Суперкубку України, Кубку чемпіонів Співдружності країн СНД і Меморіалі Лобановського. Технічні дані та описи 225 офіційних матчів єврокубків, 205 міжнародних товариських ігор і неофіційних та контрольних ігор команди.
- Інформація про 442 гравців основного складу та 47 тренерів і керівників команди, їхні досягнення, біографічні дані і спортивний шлях.
- Збірна СРСР: технічні дані та описи 337 офіційних ігор першої збірної і 40 ігор олімпійської збірної СРСР.
- Збірна України: технічні дані та описи 106 офіційних ігор національної збірної України.
- Архів: 155 відеосюжетів про матчі, гравців і тренерів (з 1944 року), 447 фотографій, 146 офіційних емблем команд-суперників, понад 1200 значків про «Динамо» (Київ), аудіоархів.

## Автори
- Блекот Олексій Миколайович — всі дані про міжнародні матчі клубу, участь гравців «Динамо» у збірних СРСР і України, статистичні викладки відповідного розділу.
- Голубенко Сергій — програмна частина, збирання проекту, премастеринг диска.
- Козак Олег Григорович — автор-упорядник, керівник проекту.
- Коломієць Анатолій Федорович — «візитка» клубу, історична довідка, вся інформація про гравців та тренерів, міжнародні товариські поєдинки, робота з підготовки емблем, значків і світлин команди.
- Прудников Дмитро — розробка структури диска та системи навігації, підготовка відео, дизайн енциклопедії.
- Чуйко Олександр Іванович — загальне керівництво та редагування, вся інформація щодо футболу в Україні (1992-2004), статистичні викладки, коментарі до відеофрагментів і фотографій.